# Lenny Breau
Lenny Breau född 5 augusti 1941 i Auburn i Maine, död 12 augusti 1984, var en kanadensisk jazzgitarrist. Han var känd för att med stor skicklighet blanda olika musikstilar som jazz, countrymusik, klassisk gitarr och flamencogitarr. Breau, blev tidigt inspirerad av countrygitarristen Chet Atkins, och använde ofta knäppteknik vilket normalt mycket sällan används av jazzgitarrister.